# Catilla
Catilla är ett släkte av svampar. Catilla ingår i familjen Cyphellaceae, ordningen Agaricales, klassen Agaricomycetes, divisionen basidiesvampar och riket svampar.
|         | Cyphella                          |
|         |                                   |
|         | Cheimonophyllum                   |
|         |                                   |
|         | Campanophyllum                    |
|         |                                   |
|         | Incrustocalyptella                |
|         |                                   |
|         | Cunninghammyces                   |
|         |                                   |
|         | Chondrostereum                    |
|         |                                   |
|         | Phaeoporotheleum                  |
|         |                                   |
|         | Asterocyphella                    |
|         |                                   |
|         | Granulobasidium                   |
|         |                                   |
|         | Gloeostereum                      |
|         |                                   |
|         | Dendrocyphella                    |
|         |                                   |
| Catilla | \| \| Catilla pandani \| \| \| \| |
|         | \| \| Catilla pandani \| \| \| \| |
|         | Thujacorticium                    |
|         |                                   |
|         | Hyphoradulum                      |
|         |                                   |
|         | Sphaerobasidioscypha              |
|         |                                   |
|         | Seticyphella                      |
|         |                                   |
|         | Gloeocorticium                    |
|         |                                   |
|         | Catilla pandani                   |
|         |                                   |

|  | Catilla pandani |
|  |                 |